# Hugo Beckhammar
Gustaf Hugo Beckhammar, född 30 oktober 1895 i Längbro, Örebro län, död 31 mars 1981 i Linköping, var en svensk flygofficer.

## Biografi
Hugo Beckhammar var son till lantbrukaren Carl G. Johansson. Han blev 1918 fänrik vid Norrbottens regemente, genomgick 1924 flygspanarskolan och utbildade sig 1925 till flygförare. År 1926 utnämndes Beckhammar till löjtnant i flygvapnet och befordrades 1931 till kapten. Han genomgick 1932–1934 krigshögskolan, 1934–1935 sjökrigshögskolans stabskurs och var 1935–1936 generalstabsaspirant. År 1937 befordrades Beckhammar till major och utnämndes till chef för flygstabens operationsavdelning. Han studerade 1931 flygförband i Egypten och 1939 i Tyskland.
Regeringen gav den 14 december 1939 tillstånd att organisera den Svenska frivilligflottiljen i Finland (F 19) som verkade i Finland. Till flottiljchef utsågs Beckhammar. Den 12 januari 1940 startade den första anfallsstyrkan med Beckhammar som ledare från spanarsitsen i en B 4 flugen av fänrik Åke Mörne. I trakten av Märkäjärvi fick de kontakt med en kraftig rysk truppkolonn på vägen, och Beckhammar gjorde tecken till anfall. I en enda dykning ned till trädtoppshöjd fälldes bomberna. Efter en snabb stigning till omkring 1 000 meter upptäckte de några mörkgröna flygplan på isen vid Märkäjärvi, ryska jaktplan av typ I-15. De inledde ett nytt störtanfall med åtföljande kraftiga eld- och rökfenomen och ett ryskt flygplan förintades. Ett annat förstödes på isen sekunderna efteråt, ett tredje sköts sönder av kulsprutor från en J 8. Efter 62 dagar upphörde verksamheten vid F 19, då Moskvafreden undertecknades. 
Beckhammar kom senare att tjänstgöra som flottiljchef vid Östgöta flygflottilj. Gösta von Porat, en av de allra första militära flygarna i Sverige, såg till att flygplan och annat materiel ställdes undan istället för att skrotas. Under år 1946 inledde Beckhammar och Ernst Jagart bevarandet av von Porats sparade flygplan och äldre föremål knutna till Flygvapnet. Dessa placerades i en lägerhydda inne på flottiljen, och allmänheten hade därför inte tillträde till museet. Dessa samlingar kom senare att utgöra grunden för Flygvapenmuseum i Linköping.
Beckhammar påverkade även utformningen när spaningsversion av S 29C Tunnan utvecklades vilket ledde till en betydligt mer avancerad kamerainstallation än flygförvaltningen skisserat. Ivar Widner komponerade 1922 "Flygarmarsch" som tillägnades den dåvarande löjtnanten Beckhammar vid Norrbottens regemente.